# Lobería (município)
Lobería é um partido (município) da província de Buenos Aires, na Argentina. Possuía, de acordo com estimativa de 2019, 18.224 habitantes.